# Corinna annulipes
Corinna annulipes är en spindelart som först beskrevs av Władysław Taczanowski 1874.  Corinna annulipes ingår i släktet Corinna och familjen flinkspindlar. Inga underarter finns listade i Catalogue of Life.